# Vegalta Sendai
Vegalta Sendai är ett fotbollslag från Sendai, Japan. Laget spelar för närvarande (2020) i den högsta proffsligan J1 League.

## Placering tidigare säsonger
| År   | Liga | M  | Po  | V  | O  | F  | Pl      | Notering           |
| ---- | ---- | -- | --- | -- | -- | -- | ------- | ------------------ |
| 1999 | J2   | 36 | 31  | 10 | 4  | 22 | 9 / 10  |                    |
| 2000 | J2   | 40 | 55  | 19 | 2  | 19 | 5 / 11  |                    |
| 2001 | J2   | 44 | 83  | 27 | 5  | 12 | 2 / 12  | Uppflyttad till J1 |
| 2002 | J1   | 30 | 32  | 11 | 1  | 18 | 13 / 16 |                    |
| 2003 | J1   | 30 | 24  | 5  | 10 | 15 | 15 / 16 | Nedflyttad till J2 |
| 2004 | J2   | 44 | 59  | 15 | 14 | 15 | 6 / 12  |                    |
| 2005 | J2   | 44 | 68  | 19 | 11 | 14 | 4 / 12  |                    |
| 2006 | J2   | 48 | 77  | 21 | 14 | 13 | 5 / 13  |                    |
| 2007 | J2   | 48 | 83  | 24 | 13 | 11 | 4 / 13  |                    |
| 2008 | J2   | 42 | 70  | 18 | 16 | 8  | 3 / 15  |                    |
| 2009 | J2   | 51 | 106 | 32 | 10 | 9  | 1 / 18  | Uppflyttad till J1 |
| 2010 | J1   | 34 | 39  | 10 | 9  | 15 | 14 / 18 |                    |
| 2011 | J1   | 34 | 56  | 14 | 14 | 6  | 4 / 18  |                    |
| 2012 | J1   | 34 | 57  | 15 | 12 | 7  | 2 / 18  |                    |
| 2013 | J1   | 34 | 45  | 11 | 12 | 11 | 13 / 18 |                    |
| 2014 | J1   | 34 | 38  | 9  | 11 | 14 | 14 / 18 |                    |
| 2015 | J1   | 34 | 35  | 9  | 8  | 17 | 14 / 18 |                    |
| 2016 | J1   | 34 | 43  | 13 | 4  | 17 | 12 / 18 |                    |
| 2017 | J1   | 34 | 41  | 11 | 8  | 15 | 12 / 18 |                    |
| 2018 | J1   | 34 | 45  | 13 | 6  | 16 | 11 / 18 |                    |

- M: Antal matcher spelade, Po Antal poäng, V Vunna matcher, O Oavgjorda matcher, F Förlorade matcher, Pl Placering i tabellen/antal lag

## Trupp 2022
Aktuell 23 april 2022
| Nr | Land      | Pos | Namn                                   |
| -- | --------- | --- | -------------------------------------- |
| 1  | Japan     | MV  | Yuma Obata                             |
| 3  | Japan     | F   | Naoya Fukumori                         |
| 4  | Japan     | F   | Koji Hachisuka                         |
| 5  | Japan     | F   | Masashi Wakasa                         |
| 6  | Argentina | MF  | Leandro Desábato                       |
| 8  | Japan     | MF  | Yoshiki Matsushita                     |
| 9  | Japan     | A   | Masato Nakayama                        |
| 10 | Nordkorea | MF  | Ryang Yong-gi                          |
| 13 | Japan     | F   | Yasuhiro Hiraoka                       |
| 14 | Japan     | MF  | Takayoshi Ishihara                     |
| 15 | Brasilien | A   | Felippe Cardoso (lån från Santos FC)   |
| 16 | Japan     | F   | Kyohei Yoshino                         |
| 17 | Japan     | MF  | Shingo Tomita                          |
| 18 | Japan     | MF  | Ryoma Kida                             |
| 19 | Japan     | A   | Yusuke Minagawa                        |
| 20 | Sydkorea  | F   | Kim Tae-hyeon (lån från Ulsan Hyundai) |

| Nr | Land      | Pos | Namn                                      |
| -- | --------- | --- | ----------------------------------------- |
| 21 | Japan     | MV  | Kaito Ioka                                |
| 22 | Serbien   | MV  | Nedeljko Stojisic                         |
| 23 | Japan     | MV  | Daichi Sugimoto                           |
| 24 | Japan     | MF  | Kota Osone                                |
| 25 | Japan     | F   | Takumi Mase                               |
| 26 | Japan     | MF  | Chihiro Kato                              |
| 28 | Japan     | MF  | Takumi Nagura (lån från V-Varen Nagasaki) |
| 32 | Japan     | MF  | Hiromu Kamada                             |
| 35 | Brasilien | MF  | Foguinho                                  |
| 41 | Japan     | F   | Yuto Uchida                               |
| 42 | Japan     | A   | Cayman Togashi                            |
| 44 | Japan     | A   | Motohiko Nakajima (lån från Cerezo Osaka) |
| 50 | Japan     | MF  | Yasushi Endo                              |

## Tidigare spelare
| - Atsushi Yanagisawa - Kazuo Echigo - Yuji Sakakura - Teruo Iwamoto - Takahiro Yamada - Shigetatsu Matsunaga - Hajime Moriyasu - Norio Omura - Masahiro Ando - Tomoyuki Hirase - Daijiro Takakuwa - Shigeyoshi Mochizuki - Yoshiteru Yamashita - Koki Mizuno | - Hisato Sato - Kunimitsu Sekiguchi - Yuki Muto - Thiago Neves - Humberlito Borges - Nádson - Pierre Littbarski - Frank Ordenewitz - Goce Sedloski - Michael McGlinchey - Satoshi Otomo - Ryang Yong-Gi - Slobodan Dubajić |